# Heimdal

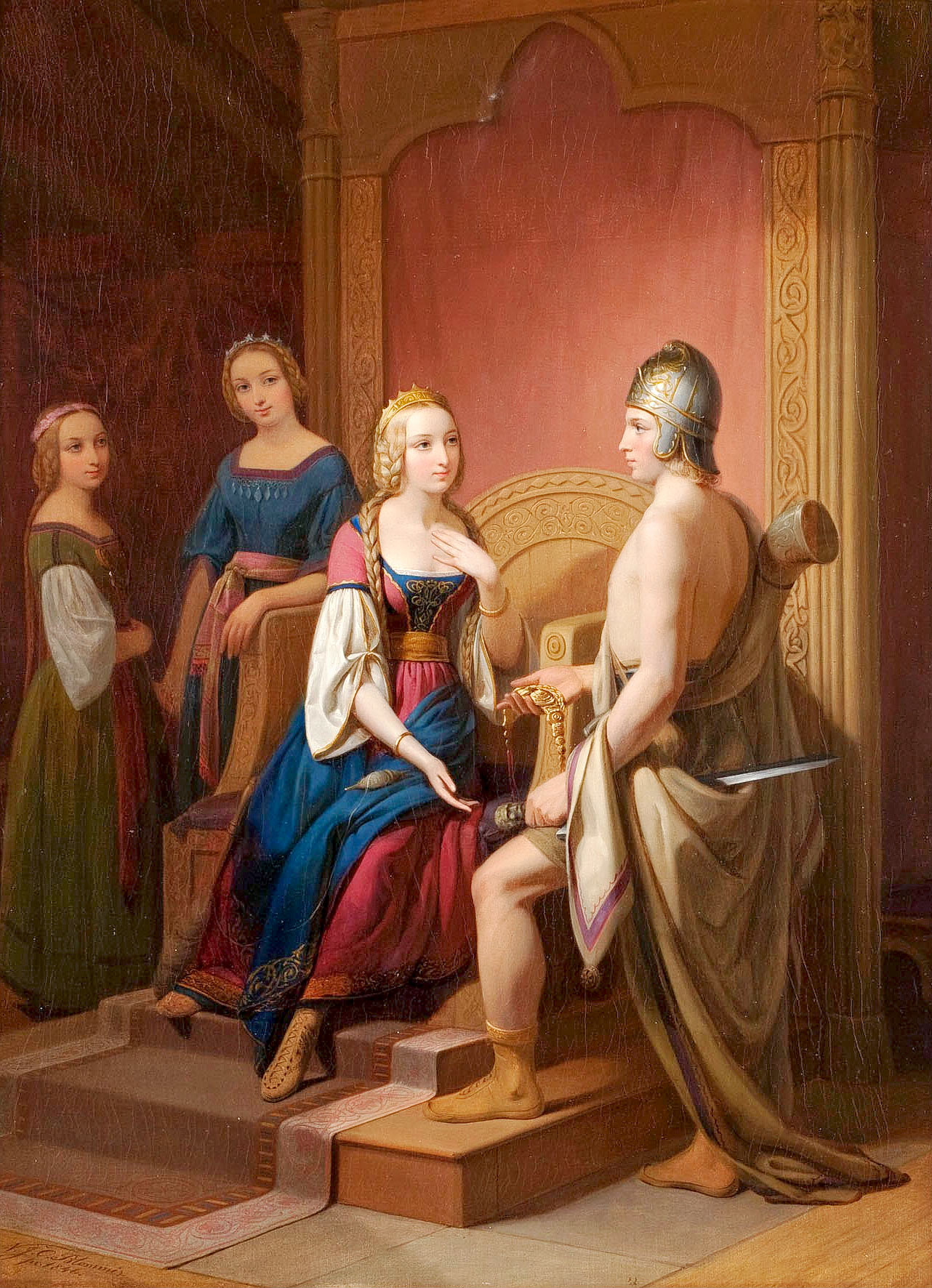
Heimdal devuelve a Freyja el Brisingamen robado por Loki, cuadro de Nils Blomer, 1846.

Heimdal (Heimdallr en nórdico antiguo, el prefijo heim significa hogar o casa, mientras que el significado del sufijo dallr es desconocido) es el dios guardián en la mitología nórdica. Es hijo de Odín y de nueve hermanas gigantas que lo nutrieron con sangre de jabalí. Poseía una vista aguda, un fino oído y podía estar sin dormir varios días. Su percepción era tan extraordinaria que oía crecer la hierba, razón por la cual se le designó guardián de la morada de los dioses, Asgard, y también del Bifrost, el arcoíris que hace de puente hasta ella.
Según la mitología nórdica, con un cuerno llamado Gjallarhorn, que le regaló Odín, anunciará el combate entre dioses y gigantes, después del cual sobrevendrá el fin del mundo, el Ragnarök. Heimdal intervendrá en la lucha, en la que morirá junto a Loki. Aunque será símbolo del Poder porque será el último dios en caer en el Ragnarök.
Una tradición nórdica dice que descendió a la tierra y engendró en tres mujeres los tres linajes (castas): príncipes, súbditos y siervos en que se dividía la sociedad.

## Origen e historia de Heimdal
En el transcurso de un paseo a orillas del mar, Odín vio una vez a nueve bellas hermanas gigantas, las doncellas de las olas: Eistla, Angeyja, Ulfrún, Eyrgjafa, Imor, Atla, Járnsaxa, Gjálp y Greip profundamente dormidas en las blancas arenas. El dios del cielo quedó tan enamorado de las hermosas criaturas que, como relatan las Eddas, se desposó con las nueve y se combinaron, en el mismo momento, para traer al mundo un hijo que recibió el nombre de Heimdall.
Las nueve madres procedieron a alimentar al bebé con la fuerza de la tierra, la humedad del amor y el calor del sol, una dieta que demostró ser tan fortalecedora que el nuevo dios creció completamente en un espacio de tiempo increíblemente corto y corrió a unirse a su padre en Asgard. Encontró a los dioses observando con orgullo el arcoíris del puente Bifröst, el cual acababan de construir con fuego, aire y agua, los tres materiales que aún pueden verse en este extenso arco, donde brillan los tres colores principales significativos de estos elementos: el rojo representando al fuego, el azul al aire y el verde a las frescas profundidades del mar.

## Heimdal, guardián del arcoíris, el Bifröst
Este puente unía a Midgard con Asgard y terminaba bajo la sombra del poderoso árbol Yggdrasil, cerca del cual se encontraba el manantial que el gigante Mímir velaba, y el único inconveniente que evitaba el pleno disfrute del glorioso espectáculo era el temor a que los gigantes de escarcha llegaran a usarlo para lograr acceder a Asgard.
Al momento de la llegada de Heimdal, los dioses estaban deliberando sobre la conveniencia de asignar un guardián fidedigno y vitorearon al nuevo recluta como alguien apropiado para cumplir con las onerosas obligaciones de su cargo.
Heimdal accedió con alegría a asumir la responsabilidad y desde entonces veló día y noche el sendero de arcoíris que se adentraba en Asgard. Para permitir que Heimdal detectara la aproximación de cualquier enemigo desde lejos, la asamblea de los dioses le concedió sentidos tan agudos que se dice que era capaz de oír crecer la hierba en las colinas y la lana en los lomos de las ovejas, de ver a cien millas de distancia tan claramente tanto de día como de noche, y a pesar de todo, necesitaba menos tiempo de sueño que un pájaro, así era el poderoso Heimdal.
A Heimdal se le proporcionó además una reluciente espada y un cuerno extraordinario, llamado Gjallarhorn, y los dioses le ordenaron que hiciera sonarla siempre que divisara que se aproximaban los enemigos, los gigantes de escarcha, pretendiendo que su sonido despertaría a todas las criaturas en el cielo, la tierra y Niflheim. Su último terrible sonido anunciaría la llegada del Ragnarok, día en que la batalla final sería disputada, y en el cual lo mataría Loki.
Para tener siempre a mano este instrumento, que era un símbolo de la luna creciente, Heimdal o bien lo colgaba de una rama del Yggdrasil sobre su cabeza o lo sumergía en las aguas del manantial de Mímir. En este último lugar yacía junto al ojo de Odín, que era un símbolo de la luna llena. [cita requerida]
El palacio de Heimdal, llamado Himinbjörg, estaba en el punto más alto del puente, y allí le visitaban a menudo los dioses para beber del delicioso hidromiel con el que él los agasajaba.
Heimdal siempre era representado con una resplandeciente armadura blanca, por lo que era conocido como el dios brillante o de la luz. También era conocido como el dios delicado, inocente e indulgente, nombres que merecía, pues era tan bondadoso como hermoso y todos los dioses le amaban cariñosamente. Conectado por el lado de sus madres con el mar, a veces era relacionado con los Vanes y ya que a los antiguos nórdicos, especialmente los islandeses a quienes el mar los rodeaba, les parecía el elemento más importante, creyendo que todo había emergido de allí. Le atribuían un conocimiento muy extenso y se lo imaginaban especialmente sabio.
A Heimdal se le distinguía asimismo por sus dientes de oro, que destellaban como el sol cuando él sonreía, y se ganó el sobrenombre de Gullitani (el de los dientes de oro). También era el orgulloso propietario de un veloz corcel de crines de oro llamado Gulltoppr, que le transportaba de acá para allá pero especialmente temprano por la mañana, a cuya hora, como heraldo del día, tenía el nombre de Heimdellinger.

## Heimdal descubre a Loki robando Brisingamen a Freya
Heimdal le entrega Brisingamen a Freya, después de arrebatárselo a Loki (comúnmente confundido con el gigante de fuego Logi debido a su pronunciación). Gracias a su extremada agudeza de oído, Heimdal (el dios de la luz) escuchó, de noche, el suave sonido de lo que parecían ser pasos de gato en dirección al palacio de Freya, Folkvang. Dirigió su vista de águila en la oscuridad y percibió que el sonido era producido por Loki, el cual, habiendo entrado sigilosamente en el palacio como una mosca, se había aproximado al lecho de Freya y estaba intentando robarle su brillante collar de oro, Brisingamen, el emblema de la fertilidad y la armonía de la Tierra.
Heimdal, el guardián del arcoíris Bifröst, vio que la diosa se encontraba dormida en una postura que hacía imposible abrir su collar sin ser despertada. Pero el astuto Loki permaneció dubitativo al lado de la cama solo durante unos momentos y entonces comenzó a murmurar las runas que les permitían a los dioses cambiar de forma según su deseo. Mientras Heimdal se encontraba pendiente de la situación, Loki se vio reducido hasta alcanzar el tamaño y la forma de una pulga, tras lo que se deslizó bajo las sábanas y picó el costado de Freya, haciendo de esta manera que ella cambiara de postura sin ser despertada de su sueño.
El cierre estaba ahora a la vista y Loki, abriéndolo cuidadosamente, obtuvo el codiciado tesoro y procedió a marcharse con él sin dilación. Heimdal se lanzó inmediatamente en persecución del ladrón nocturno y, alcanzándole rápidamente, desenvainó su espada de la funda con la intención de cortarle la cabeza, cuando el dios se transformó en una parpadeante llama azul. Rápido como el pensamiento, Heimdal se transformó en una nube y envió rápidamente lluvia para apagar el fuego. Pero el malvado Loki alteró su forma con la misma velocidad para transformarse en un oso polar, que abrió sus fauces para tragarse el agua. Heimdal, sin dejarse intimidar, adquirió entonces a su vez la forma de un oso y atacó ferozmente. Pero como el combate amenazaba con acabar desastrosamente para Loki, se transformó en una foca y tras imitarle Heimdal, el de la dentadura de oro, se libró la última lucha, que concluyó con la derrota de Loki, quien se vio forzado a entregar el collar, que fue debidamente devuelto a Freya por Heimdal.
En esta leyenda, Loki puede ser tomado como un símbolo de la sequía o de los funestos efectos del calor demasiado ardiente del Sol, que viene a robarle a la Tierra (Freya) su más preciado ornamento (Brisingamen). Heimdal es una personificación salvadora de la lluvia y el rocío gentil, que, tras luchar durante un rato contra su enemigo, la sequía, que Loki representa, termina por derrotarla y le obliga a renunciar a su premio.

## Los nombres de Heimdal
Heimdal tiene otros nombres, entre ellos Hallinskide e Irmin, pues a veces ocupaba el lugar de Odín y era identificado con aquel dios, al igual que con otros dioses de espada, Er, Heru, Cheru y Tyr, que destacaban todos por sus relucientes armas. Él, sin embargo, es más conocido generalmente como el custodio del arcoíris y dios del cielo y de las fértiles lluvias y rocíos, que traen buenos tiempos a la Tierra.
Heimdal compartía además con Bragi el honor de darle la bienvenida a los héroes en Valhalla, el paraíso de los guerreros, y, bajo el nombre de Riger era considerado como el señor divino de varias clases sociales que componen la raza humana.
Heimdall era conocido como el Dios Blanco, porque usaba una armadura de blanco metal y muy brillante y una espada del mismo metal y gran brillo llamada Hofuth.

## La historia de Riger (la creación de las castas)

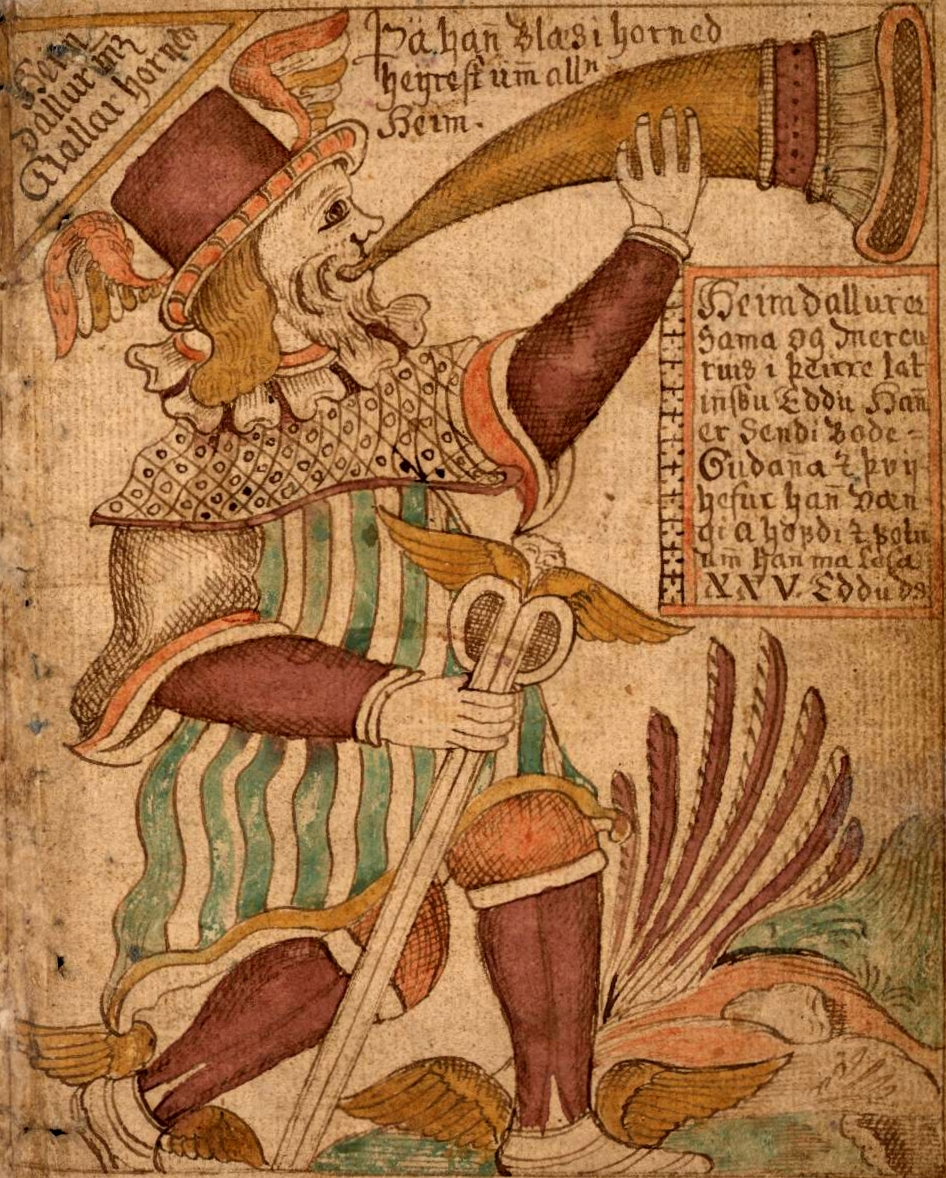
Imagen de un manuscrito islandés del de Heimdal.

Heimdal se marchó un día de Asgard para pasear por la Tierra, como los dioses solían hacer en ocasiones. No había caminado aún mucho cuando llegó hasta una pobre cabaña a orillas del mar, donde se encontró con Ai (bisabuelo) y Edda (bisabuela), una pobre pero respetable pareja, que le invitó de forma hospitalaria a compartir su exigua comida de gachas de avena. Heimdal, el dios de la luz, que dijo llamarse Riger, aceptó gustoso la invitación y permaneció con la pareja durante tres días enteros, enseñándoles muchas cosas. Al concluir este tiempo, continuó el viaje. Algún tiempo después de su visita, Edda dio a luz a un niño de piel oscura y rechoncho, a quien llamó Thrall.
Thrall pronto mostró una fuerza física poco común y grandes aptitudes para los trabajos pesados. Una vez hubo crecido, tomó como esposa a Thyr, una chica de constitución gruesa con las manos quemadas por el sol y pies planos que, al igual que su marido, trabajaba de sol a sol. Muchos hijos nacieron de esta pareja y su descendencia fue la de los siervos de la gleba o esclavos del norte.
Tras dejar la pobre cabaña y la desolada costa, Riger se dirigió hacia las tierras del interior, donde en poco tiempo llegó hasta unos terrenos cultivados y una fértil granja. Al entrar en esta confortable morada, se encontró a Afi (abuelo) y Amma (abuela), que en muy buen gesto hospitalario le invitaron a sentarse con ellos para compartir la simple pero abundante comida que habían preparado para el almuerzo.
Riger aceptó la invitación y permaneció allí tres días con sus anfitriones, impartiéndoles toda clase de conocimientos útiles para ellos. Tras marcharse de su casa, Amma tuvo un robusto hijo de ojos azules, a quien llamó Karl. Mientras crecía, demostró grandes y variadas habilidades en la agricultura y a su debido tiempo se casó con una rolliza y hacendosa esposa llamada Snor, la cual le dio muchos hijos y su descendencia fue la raza de los agricultores.
Dejando la casa de esta segunda pareja, Riger continuó el viaje hasta que llegó a una colina, sobre la cual se erigía un majestuoso castillo. Allí fue recibido por Fadir (padre) y Modir (madre), los cuales, bien alimentados y vestidos lujosamente, como aristócratas, le recibieron cordialmente y le agasajaron con exquisitas carnes y deliciosos vinos.
Riger permaneció tres días con esa pareja, tras lo cual regresó a Himinbjorg para reanudar su guardia como vigilante de Bifröst, y al poco tiempo la esposa de la tercera pareja tuvo un hermoso y esbelto hijo, a quien llamó Jarl. Este niño mostró pronto una gran afición por la caza y toda clase de ejercicios marciales, aprendió a interpretar runas y vivió para realizar grandes hazañas de valor y gran coraje que hicieron su nombre distinguido, añadiendo gloria a su estirpe. Tras alcanzar la edad adulta, Jarl se desposó con Erna, una doncella aristocrática y de esbelta figura, que gobernó su casa sabiamente y le dio muchos hijos, cuya descendencia fue la destinada a gobernar, el más joven de los cuales, Konur, se convirtió en el primer rey de Dinamarca.